# 本居大平
本居 大平（もとおり おおひら、宝暦6年2月17日（1756年3月17日） - 天保4年9月11日（1833年10月23日））は、江戸時代後期の国学者。号は藤垣内。

## 生涯
伊勢国松坂（現・三重県松阪市）の町人・稲懸棟隆の長男。13歳で本居宣長の門に入り、早朝から昼までは家業に励み、昼から夜にかけて学問に励むという尽力ぶりであった。
寛政11年（1799年）、宣長の養子となり、宣長の実子・本居春庭の失明後は家督を継いだ。また紀州徳川家に仕えて、侍講などをつとめ、古学館や国学所などの基礎を築いた。
婿養子に本居内遠がいる。

## 業績
宣長の没後、その期待に応えるべく、大平は鈴屋の経営に勤しんだ。既に門弟が500人に達しようとする勢いの鈴屋は、全国的規模の私塾であり、大平が塾頭になってからは、さらに勢力を拡大した。
大平は宣長の祖述につとめた。古道学について大平は、『古学要』において「記紀をはじめとする古典籍の研究」と定義した上で、「古の意」を得てその文意を正しく解釈するために「漢意」を排斥することが肝要であるとした。その具体例に大平は、仏教の弊害として「仏を神よりも尊いものとして天皇を軽んじたこと」「死を悲哀と考えないため葬儀を軽んじたこと」などを挙げ、儒教の弊害として「中央から国司を派遣したこと」「宣命や詔詞を駄目にしたこと」などを批判している。これは宣長の漢意排斥の延長線上に位置するものである。
また歌学においても大平は宣長の祖述につとめた。宣長は和歌の詠む上で「古風」と「後世風」に分けており、大平もこれを継承したが、期せずして村田春海と歌論の論争になったこともある。

## 作品

### 著作
- 『古学要』
- 『玉鉾百首解』
- 『神楽歌新釈』
- 『八十浦之玉』

### 歌集
- 『稲葉集』

## 門弟
- 山内繁樹
- 荒井静野（1793 - 1868） - 館林出身の国学者、歌人。大平から和歌の通信教授を受けた[7][8]